# Musköbasen

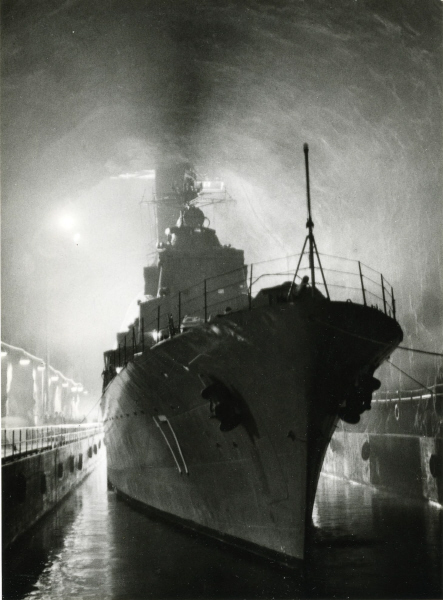
i en jagartunnel vid Älvsnabben.

Musköbasen eller egentligen Muskö örlogsbas är en militäranläggning som ingår i Haninge garnison. Anläggningen ligger på ön Muskö i Haninge kommun, och stod klar 1969, efter 19 års byggtid, som strategisk bas för svenska marinen. Anläggningen är till största delen insprängd i urberget på Muskö, och är lika stor som Stockholmsstadsdelen Gamla stan. Bergsanläggningen rymmer ett flertal underjordiska dockor samt verkstäder, kontor, sjukhus, reningsverk. Utanför berget finns kanslihus, kaserner och diverse personalstödslokaler.

## Historia

### Bakgrund
Frågan om att flytta Stockholms örlogsbas som låg i centrala Stockholm togs för första gången upp redan under 1800-talet, och under detta århundrade lades flera förslag fram. 1809 föreslogs en flytt till Söderköping, 1863 till Hustegafjärden och 1899 till Kaknäs. År 1916 tillsattes en kommitté för att utreda det senare förslaget, men bara ett år senare beslutades det att flottan skall vara kvar i Stockholm och att en ny torrdocka skulle byggas på Beckholmen. År 1930 tog frågan upp igen, då en utredning förordade en flytt till Skärsätra på Lidingö. Inte heller av detta blev något av, utan 1939 föreslog chefen för marinen en flytt till Erstavik. Strax därefter utbröt emellertid andra världskriget, vilket stoppade utflyttningsplanerna. Efter krigsslutet tillsattes år 1948 en örlogsbasutredning, som 1951 lade fram förslaget om en flytt till Muskö i Stockholms sydöstra skärgård. Redan innan dess hade medel beviljats för att påbörja vissa fartygstunnlar i berg på Muskö, som kunde inlemmas i basen om den flyttades dit. Den 21 november 1950 sköts det första sprängskottet.

### Bygget

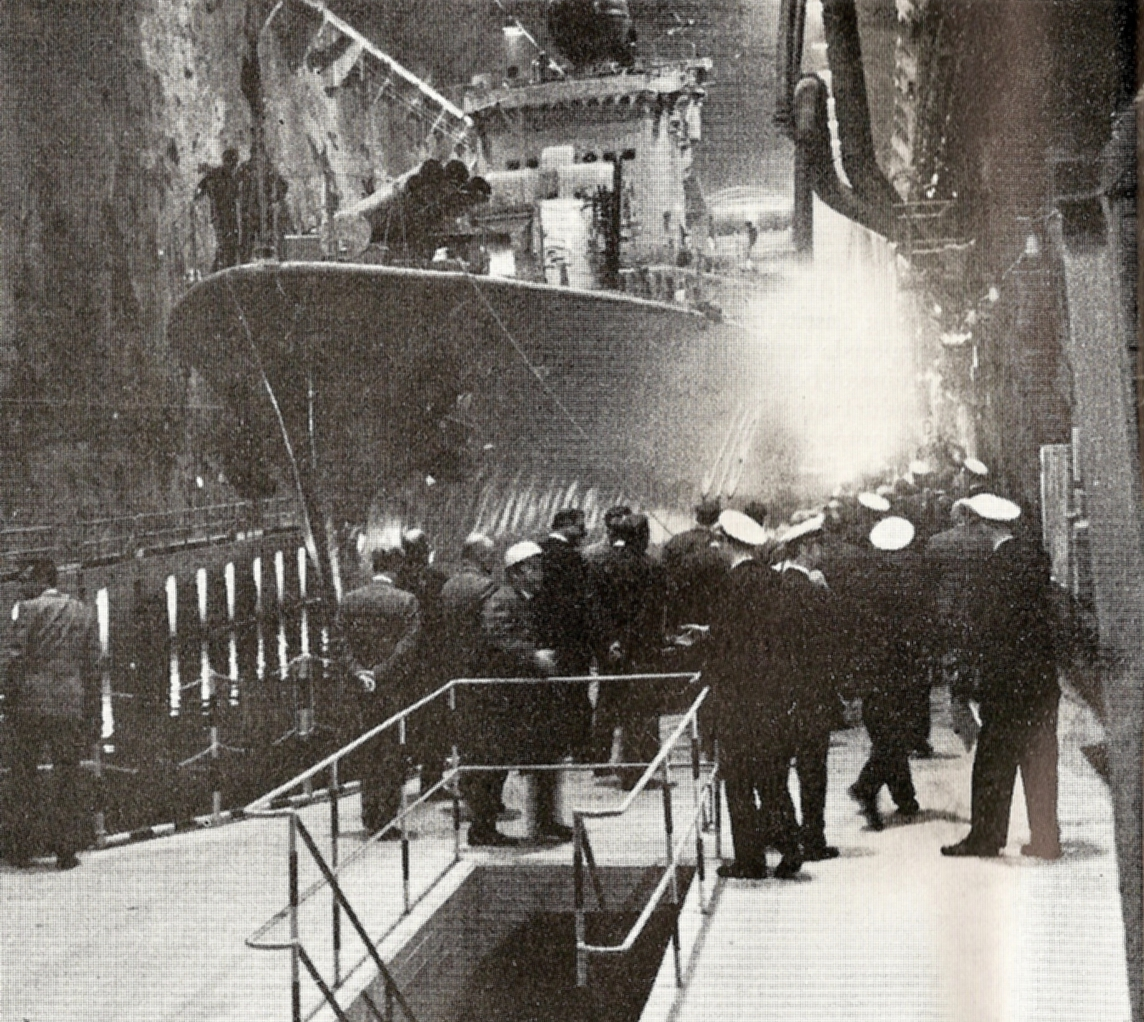
Riksdagens ledamöter studerar jagaren under 1960-talet i en av Musköbasens fartygstunnlar.

År 1953 fattade riksdagen det principiella beslutet om utflyttning av Stockholms örlogsvarv till Muskö, men byggandet av själva basen kom inte att påbörjas under de närmsta åren. Anledningen härav var att man först ville få ned kostnaden, som hade beräknats till 189 miljoner kronor i 1950 års prisläge (ca 4,4 miljarder kronor i 2024 års prisläge). Arbetet med de tunnlar som påbörjats år 1950 fortskred emellertid, och år 1955 kunde minsveparen HMS M14 som första fartyg dockas in i berget. År 1959 fattades ett nytt beslut om basens utformning, vilket innebar betydande inskränkningar i förhållande till det ursprungliga beslutet. Bland annat ifrågasattes om en av tunnlarna, för torrsättning av torpedbåtar, skulle byggas. Den ekonomiska totalramen sattes i detta beslut till 106 miljoner kronor. År 1963 utökades medlen till 181 miljoner kronor bland annat på grund av prishöjningar, krav på standardhöjningar och ökad skyddsnivå. År 1963 utökades budgeten ytterligare, till 193 miljoner kronor, då det beslutats att byggandet av torpedbåtstunneln skulle bli av. Efter ytterligare fördyringar av projektet uppgavs år 1965 medelsbehovet till 304 miljoner kronor. Vissa inskränkningar gjordes då i projektet vilket gjorde att slutkostnaden för projektet blev 294 miljoner kronor (drygt 6,8 miljarder kronor i 2024 års prisnivå). I denna kostnad medräknas även Muskötunneln, samt 10 kilometer väg och två broar.
År 1967 dockades fartyget HMS Halland (J18) som första jagare in i en av tunnlarna, och under de följande två åren lämnades successivt delar av anläggningen över från fortifikationsförvaltningen (nuvarande Fortifikationsverket) över till marinen. Steg för steg utvecklades verksamheten och den 1 juli 1969 genomfördes den officiella utflyttningen av örlogsbasen från Stockholm till Muskö. Officiell invigning av kung Gustaf VI Adolf skedde 30 september 1969.

### Avveckling
I försvarsbeslutet 2004 beslutades det att Ostkustens marinbas (MarinB O) skulle avvecklas. Beslutet fastslog att den svenska marinen bara skulle ha en marinbas, och verksamheten skulle koncentreras till Karlskrona. Därför började basen på Muskö avvecklas och den 3 juni 2005 hölls avvecklingsceremonin. Det som finns kvar på Muskö idag är marinverkstädernas robotavdelning, sjöbevakningscentral och delar av Marinbasen (MarinB) i Karlskrona. Den tidigare varvsverksamheten drivs idag i privat regi av Kockums AB och Muskövarvet AB. Försvarsmakten finns emellertid fortfarande kvar på Muskö. I januari 2010 finns där cirka hundra försvarsanställda, och ytterligare tjugofem personer arbetar för Fortifikationsverket och Försvarets materielverk.

### Återuppbyggnad
Den 30 september 2019, på dagen femtio år efter den officiella invigningen, invigdes Marinstaben på basen av marinchef Jens Nykvist. Detta är en del av en större omorganisation inom Försvarsmakten där även ledningen för armé och flyg flyttas ut från högkvarteret på Lidingövägen 24 i Stockholm till spridda platser i Mälardalen.

### Verksamhet
| Förbandskod | Förbandsnamn             | Aktivt    | Kommentar |
| ----------- | ------------------------ | --------- | --- |
|             | Muskö örlogsvarv         | 1950–     | Ingår sedan 2002 i Försvarsmaktens Logistik ( FMLOG) och Teknikdivisionen/ MarinVarvet. Det marina fartygsunderhållet på Muskö är sedan 2007 utkontrakterat till/sköts av Kockums AB. |
|             | Ostkustens marindistrikt | 1946–1957 | Omorganiserade 1957 till Marinkommando Ost |
|             | Marinkommando Ost        | 1957–1966 | Omorganiserade 1966 till Ostkustens örlogsbas |
| ÖrlB O      | Ostkustens örlogsbas     | 1966–1990 | Omorganiserade 1990 till Ostkustens marinkommando |
| MKO         | Ostkustens marinkommando | 1990–2000 | Omorganiserades 2000 till Ostkustens marinbas |
| MarinB O    | Ostkustens marinbas      | 2000–2005 | Avvecklad 2005 genom försvarsbeslutet 2004 |
| MarinB      | Marinbasen               | 2005–     | Marinbasens stab är lokaliserad till Karlskrona. |
|             | Marinstaben              | 2019–     | Marinens högsta ledning, utlokaliserad från Högkvarteret som ett led i omställningen till ett Nationellt försvar                                                                      |

## Anläggningen
Musköbasen är en av världens största underjordiska örlogsbaser. Vid bygget sprängdes 1,5 miljoner kubikmeter sten ut ur berget, och anläggningen är större än Gamla stan i Stockholm. I berget inryms bland annat dockor, verkstäder, kontor, förråd samt ett kök som hade en kapacitet för 2 000 personer per måltid. Den största av de tre dockorna är 250 meter lång och de högsta partierna mäter fyrtio meter från botten till topp. Anläggningen inuti berget består av separata block som förbinds med tunnlar, varje block har egna elverk och ventilationsanläggningar och kan fungera helt avskilt från omvärlden. Kontoren är inrymda i byggnader som står fritt i berget vilket skyddar dem från detonationer som kan skaka berget.
| Fartyg på väg in i basens fartygstunnlar. Till vänster HMS Sundsvall (J12) och till höger HMS Södermanland (J21) |  | Fartyg på väg in i basens fartygstunnlar. Till vänster HMS Sundsvall (J12) och till höger HMS Södermanland (J21) |
| Fartyg på väg in i basens fartygstunnlar. Till vänster HMS Sundsvall (J12) och till höger HMS Södermanland (J21) |  | |